# Cyathea milnei
Cyathea milnei là một loài dương xỉ trong họ Cyatheaceae. Loài này được Hk., Hk.fil. mô tả khoa học đầu tiên..
Danh pháp khoa học của loài này chưa được làm sáng tỏ. 